# Edward Boatner
Edward Hammond Boatner (* 13. November 1898 in New Orleans; † 16. Juni 1981 in New York City) war ein US-amerikanischer Komponist, der viele beliebte Konzertarrangements von Spirituals kreiert hat.

## Leben
Boatner studierte an der Western University in Quindaro in Kansas und am Boston Conservatory und erlangte einen Bachelor of Music des Chicago Music College (jetzt College of Performing Arts an der Roosevelt University). Er studierte auch privat Musik. Er begann als Konzertsänger mit der Ermutigung und der Unterstützung von Roland Hayes – der viele von Boatners Werken in seinem Konzertprogramm aufführte – und des Chordirektors Robert Nathaniel Dett. Er sang auch Titelpartien bei der National Negro Opera Company. Für die National Baptist Convention arbeitete er von 1925 bis 1931 als Musikdirektor. Boatner war Professor am Samuel Huston College (jetzt Huston-Tillotson University) und am Wiley College in Marshall, Texas. Er zog dann nach New York, führte ein Studio und leitete Gemeinde- und Kirchenchöre. Dies erlaubte ihm, sich mehr auf das Komponieren zu konzentrieren.

## Musik (Auswahl)

### Arrangements
- Oh, What a Beautiful City
- Le Us Break Bread Together
- Soon I Will Be Done
- Trampling
- I want Jesus to walk with me, für Marian Anderson

### Kompositionen
- Freedom Suite für Chor, Erzähler und Orchester
- The Man from Nazareth, a „spiritual musical“
- Julius Sees Her, a musical comedy